# Distrito 12 (Cidade de Ho Chi Minh)
O Distrito 12 (em Vietnameita:Quan 12) é um dos 24 distritos da Cidade de Ho Chi Minh, no Vietnam. Está localizado na região norte da cidade. Com uma área total de 52,78 km², o distrito tem uma população de 451 737 habitantes, de acordo com dados de 2010. É um dos distritos mais populosos da Cidade de Ho Chi Minh. O distrito está dividido em 11 pequenos subconjuntos que são chamados de alas. 